# Solenanthus hirsutus
Solenanthus hirsutus är en strävbladig växtart som beskrevs av Eduard August von Regel. Solenanthus hirsutus ingår i släktet Solenanthus och familjen strävbladiga växter. Inga underarter finns listade i Catalogue of Life.